# Marwell Periotti
Marwell Chiafredo Periotti (Santa Fe, 25 maggio 1939 – Buenos Aires, 27 ottobre 2004) è stato un calciatore argentino, di ruolo di portiere.